# Nikolauskirche (Lehrte)

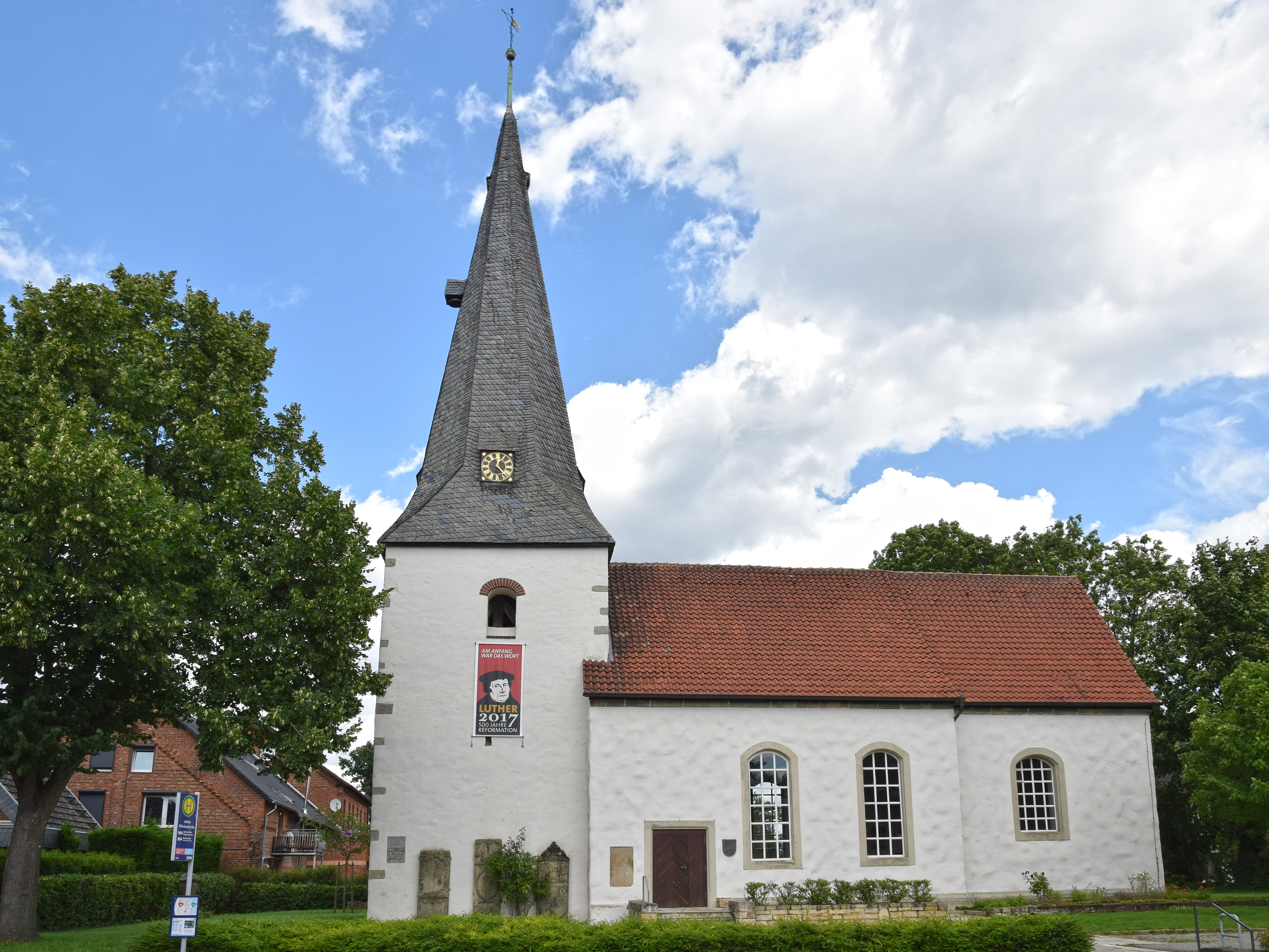
Lehrte, Nikolauskirche

Die evangelisch-lutherische Nikolauskirche, die denkmalgeschützt ist, steht in Lehrte, einer selbständigen Gemeinde in der Region Hannover in Niedersachsen. Die zuständige Matthäusgemeinde gehört zum Kirchenkreis Burgdorf im Sprengel Hannover der Evangelisch-lutherischen Landeskirche Hannovers.

## Geschichte
Um 1250 gab es bereits eine Kirche, die aber erst 1302 urkundlich erwähnt wird. Sie war zunächst Filialkirche der Pfarrkirche in Steinwedel, wurde aber am 13. Februar 1352 selbst Pfarrkirche. Während der Hildesheimer Stiftsfehde wurde die Kirche 1519 zerstört, aber bald wieder aufgebaut. Das Kirchenschiff besteht aus Raseneisensteinen, der Glockenturm wurde zunächst aus Holz gebaut. Um 1600 wurde er dann aus Kalksteinen erneuert und erhielt eine Turmuhr mit einer Schlagglocke. 1638 wurde im Glockenstuhl die erste Kirchenglocke aufgehängt. Ein Chor wurde 1712 an das Kirchenschiff angebaut. Nachdem Lehrte durch den Bau der Eisenbahn immer größer wurde und immer mehr Besucher in den Gottesdienst kamen, erwies sich die Kirche als zu klein. Daher wurde die größere Matthäuskirche gebaut. Die alte Kirche wurde der Stadt bis 1961 als Schulraum überlassen, danach wurde beschlossen, sie wieder für Gottesdienste zu nutzen. Nachdem der Kirchenraum wieder hergestellt und die nötige Kirchenausstattung beschafft war, fand am 16. Oktober 1968 die Wiedereinweihung statt. Seit 1994 wird die Gemeinde vom Förderverein Nikolauskirche unterstützt.

## Beschreibung
Die kleine Saalkirche hat den Kirchturm im Westen und einen eingezogenen Chor mit geradem Abschluss im Osten. Um 1815 wurden die Fenster vergrößert. Die 1875 von G. A. Jauck gegossene Kirchenglocke wurde Anfang der 1970er Jahre von der Matthäuskirche übernommen. Der schiefergedeckte Helm des Turms beginnt quadratisch und geht in eine achtseitige Spitze über. An ihm befinden sich in alle Himmelsrichtungen die Zifferblätter der 1913 von J. F. Weule gebauten Turmuhr und nach Westen ein Kragträger für die 2005 von der Glockengießerei Bachert gegossenen Schlagglocke. Der Innenraum von Kirchenschiff und Chor ist mit einer Flachdecke überspannt. Der hölzerne Altar, erdacht von Friedrich Wilhelm Behre und gebaut von Willi Riechelmann, sowie der hölzerne Ambo stammen aus dem Jahr 2003. Das steinerne Taufbecken ist aus dem 17. Jahrhundert. Eine Orgel mit zwölf Registern wurde 1816/17 von Ernst Wilhelm Meyer gebaut. Sie wurde 2001 durch eine Truhenorgel von Jürgen Kopp ersetzt, nachdem sie unbrauchbar wurde.